# جودي مان
جودي مان (بالإنجليزية: Judy Mann)‏ هي صحفية أمريكية، ولدت في 24 ديسمبر 1943، وتوفيت في 8 يوليو 2005 بسبب سرطان الثدي.